# Azize Tanrıkulu
Azize Tanrıkulu (Bismil, 9 de febrero de 1986) es una deportista turca que compitió en taekwondo.
Participó en los Juegos Olímpicos de Pekín 2008, obteniendo una medalla de plata en la categoría de –57 kg. Ganó una medalla de oro en el Campeonato Europeo de Taekwondo de 2005 en la categoría de –63 kg.

## Palmarés internacional
| Juegos Olímpicos   | Juegos Olímpicos | Juegos Olímpicos | Juegos Olímpicos |
| Año                | Lugar            | Medalla          | Categoría        |
| ------------------ | ---------------- | ---------------- | ---------------- |
| 2008               | Pekín (China)    | Medalla de plata | –57 kg           |
| Campeonato Europeo |                  |                  |                  |
| Año                | Lugar            | Medalla          | Categoría        |
| 2005               | Riga (Letonia)   | Medalla de oro   | –63 kg           |